# نیلز گابریل سفستروم
نیلز گابریل سفستروم (انگلیسی: Nils Gabriel Sefström؛ زاده ۲ ژوئن ۱۷۸۷ درگذشته ۳۰ نوامبر ۱۸۴۵) دانشمند اهل سوئد بود.
او در سال ۱۸۳۰ وانادیم را کشف کرد.